# Begonia oblongifolia
Espèce
Begonia oblongifolia est une espèce de plantes de la famille des Begoniaceae.
L'espèce fait partie de la section Petermannia.
Elle a été décrite en 1894 par Otto Stapf (1857-1933).

## Répartition géographique
Cette espèce est originaire du pays suivant : Malaisie.